# 시바타 아유미
시바타 아유미(柴田あゆみ, 1984년 2월 22일 ~ )는 일본의 가수. 2010년에 해산한 여성 4인조 그룹인 메론키넨비의 전 멤버. 가나가와현 가와사키시 아사오구 출신. 애칭은 시바짱, 뮹이다.

## 특징
- 메론키넨비에서는 내츄럴 담당. 차분하고 청초한 분위기로 인기를 모았다.
- 데뷔 당시부터 솔로 활동이 활발하여 단독으로 라디오에 출연하거나 솔로 사진집을 발매한 실적이 있다. 또한 메론키넨비의 악곡에는 거의 시바타의 솔로곡과도 같은 곡도 있다.
- 갓타스 브릴리언티스 H.P.에 재적되어 있지만 갓타스 결성 전부터 TV 기획으로 풋살 경험이 있다. 또한 오오타니 마사에와 사이토 히토미의 풋살 은퇴에 따라 메론키넨비에서는 유일하게 참가하고 있는 상태이다. 공격, 수비 등 모든 포디션을 소화하는 유틸리티 플레이어이다. 주장인 요시자와 히토미와 부주장인 후지모토 미키가 참가하지 않은 굿윌컵(2006년 7월 6일, 13일)에서는 게임 주장을 맡았다.
- 눈이 커서 팬들과 멤버들로부터 ‘가챠핑’과 닮았다는 말을 듣지만 본인은 그다지 맘에 들지 않는 듯하다.
- 별명인 ‘뮹’은 ‘아유미짱→아유밍→아유뮹→뮹’과 같은 과정을 거친 것 같다.
- 연예인이지만 그다지 남의 시선을 신경쓰지 않는 것으로 유명하여 아키하바라에서 평범하게 쇼핑하는 모습이 목격되거나 콘서트 회장 근처의 우동가게에서 팬들에게 목격되거나 한다.
- 애니메이션 짱구는 못말려의 짱구 성대모사가 특기라고 자부하고, TV나 라디오 등에서 가끔 보여줄 때가 있다. 최근에는 패션모델 린카와 닮았다는 말을 듣기도 한다.

## 친구
이시카와 리카

## 약력
- 1999년,《제2회 모닝구무스메。& 헤이케 미치요 여동생 오디션》에서 응모자 약 4000명 중에서 합격.
- 마찬가지로 위 오디션에서 합격한 사이토 히토미, 무라타 메구미, 오오타니 마사에와 함께 메론키넨비를 결성.
- 2000년 2월, 메론키넨비 첫 번째 싱글〈甘いあなたの味〉로 데뷔.
- 2002년 9월, 콘노 아사미, 니이가키 리사와 함께 3대 탄포포에 가입.
- 2003년 9월 9일, 헬로! 프로젝트 풋살 팀(후의 갓타스 브릴리언티스 H.P.)에 참가.
- 오오나리 테츠야 감독의 드라마《사이보그 시바타》,《신 사이보그 시바타!!》,《싸워라!! 사이보그 시바타3》에 주연.
- 2006년 2월 15일 ~ 19일, 무대《하로☆프로 온스테이지! 2006 일본청년관 공연 우정과 마법의 트럼프 ~스타 대기실 뒷이야기》에서 급성 장염이 발병하여 강판된 고토 마키의 대역으로 출연.
- 2006년 3월 9일 ~ 12일, 뮤지컬《Girl's Knight》공연에서 좌장을 맡았다.
- 2009년 3월 31일, 헬로! 프로젝트 졸업.
- 2009년 8월 23일, 메론키넨비 라이브 하우스 투어 2009「개선」의 요코하마 공연으로, 현지의 동급생을 게스트로서 불러, 아이카와 나나세가 꿈꾸는 소녀는 있을 수 없는을 열창했다.
- 2010년 5월 3일, 메론키넨비가 해산. 해산 후는 솔로 가수를 목표로 해 예능 활동을 계속하는 모양.
- 2010년 5월 5일, 해산 후 첫 활동으로서 트위터를 개시한다.
- 2010년 5월 10일, 4월 28일자로, 갓타스 브릴리언티스 H.P.를 탈퇴했던 것이 발표되었다[1].
- 2010년 7월 14일, 업프런트 에이전시(현 업프런트 프로모션)에서 Trick Function에 이적했던 것이 발표되었다[2].
- 2010년 11월, 사무소 이적 후부터 촬영을 계속해 온 본인 작사의 솔로 악곡들이 포토 북「YOU＆I」를 한정 발매. 21일에는 발매 기념 이벤트를 개최해 팬 앞에 모습을 보였다.
- 2011년 4월 16일, 도쿄의 요요기 공원에서「질까 보냐! 힘내라 도호쿠!」라고 제목을 붙인「도호쿠 지방 태평양 바다 지진」의 모금 활동을 메론키넨비의 원멤버 전원이 갔다.
- 2011년 9월 11일, 솔로 아티스트로서 11월에 싱글「believe」로 CD 데뷔하는 것을 발표.
- 2012년 5월 14일, 신주쿠 LOFT에서 1st 원맨 라이브「BACK IN LOFT」를 개최.
- 2012년 7월 25일, 세이부돔에서의 사이타마 세이부 라이온즈 대 치바 롯데 마린즈 11회전의 시구식을 맡음. (NACK5의 레귤러 방송을 통한 오퍼. 단, 본인은 자이언츠 팬임)
- 2013년 2월 20일, 레코드회사를 유니버설 뮤직 합동회사 (유니버설 D 라벨)로 이적. 이적 제 1탄 싱글 「ひと欠片のキセキ」을 발매.
- 2013년 3월 29일, 시모키타자와 GARDEN에서 2nd 원맨 라이브 「ひと欠片のキセキ」를 개최.
- 2013년 5월 31일, 소속 사무소와의 계약 만료를 보고. 가수 활동은 계속하지만, 파칭코점에서의 토크 이벤트나 실천 이벤트를 중심으로 활동.
- 2013년 11월 17일, Twitter에서 새로운 사무소「SMC 엔터테인먼트」에 소속된 것과 록을 중심으로 「ayumi shibata」로 재시동하는 것을 보고했다. 18일에 오피셜 사이트가 개설되고, 2014년 2월 19일에 록 커버 앨범의 발매, 생일인 22일에 시부야에서 원맨 라이브를 실시하는 것도 발표했다.
- 2013년 12월 31일, 나카노 선플라자에서 행하는 Hello! Project COUNTDOWN PARTY 2013 ~GOOD BYE & HELLO!~에서 메론키넨비의 하룻 밤 한정으로서 부활에 참가.

## 음반

### 싱글
1. believe (2011년 11월 2일)
2. セツナ (2012년 3월 28일)
3. ひと欠片のキセキ (2013년 2월 20일)

### 착신 한정
1. GENKI (2011년 9월 21일)

## 출연

### 텔레비전
- 미디어 본 사람 승리! 제루마 (2004년 4월 17일, 6월 12일 ~ 19일, 후지테레비)
- 후타리고토 (2004년 7월 5일 ~ 13일, 테레비도쿄)
- 마녀。리카짱의 매지컬 비유덴 (2004년 11월 16일 ~ 22일, 테레비도쿄)
- 무스메DOKYU! (2005년 8월 18일 ~ 2006년 9월 29일, 테레비도쿄)
- 미녀방담 (2009년 11월 26일 · 12월 3일, 테레비도쿄)

### 라디오
- 시바타 아유미의 기분은 메론메론 (2002년 1월 4일 ~ 2004년 3월 25일, TOKYO FM)
- 탄포포 편집부 OH-SO-RO! (2002년 9월 24일 ~ 2003년 9월 23일, TBS 라디오)
- MBS 영타운 토요일 (2004년 4월 10일 ~ 2006년 3월, 마이니치방송) 준 레귤러
- TBC FUN 필드 모렛츠 모대쉬 (2005년 6월 27일 ~ 7월 8일, 9월 12일 ~ 16일, 26일 ~ 30일, 2006년 2월 27일 ~ 3월 10일, 6월 26일 ~ 7월 7일, 10월 16일 - 27일, 2007년 3월 26일 ~ 4월 6일, 7월 2일 ~ 13일, 8월 27일 ~ 9월 7일, 12월 10일 ~ 21일, 2008년 3월 3일 ~ 14일, 도호쿠방송)
- STROBE NIGHT! (2011년 4월 5일 ~ , NACK5) 화요 퍼스널리티

### 인터넷
- 제2회 · 제20회 하로프로 비디오 채팅 (2005년 3월 18일 · 8월 2일, 헬로! 프로젝트 on 프렛츠)

### 이벤트
- 2005년 4월도 · 7월도 헬로! 프로젝트 FC 한정 이벤트 (2005년 4월 7일, 18일, 7월 12일 ~ 13일, 퍼시픽헤븐)

### 무대
- 극단 시니어그라피티 개양 공연 쇼와 가요 씨어터「종착역」(2006년 5월 23일 ~ 29일, 신쥬쿠 스페이스 107)
- 극단 시니어그라피티 제5회 공연 쇼와 가요 씨어터「도쿄」(2007년 6월 9일 ~ 17일, 신쥬쿠 스페이스 107)
- 어른의 보리차 제15배 눈 공연「넴레나이트 2008」(2008년 6월 18일 ~ 22일, 키노쿠니야 홀)
- 「미코트마네킹」작 · 연출 : 나카무라 쥰이치로 (토노쵸') (2009년 4월 23일 ~ 5월 2일, 아카사카 레드 씨어터)

### 라이브
솔로 데뷔 이후의 주요 출연 라이브
- LIVE IN LANDMARK X’mas Night Fm yokohama×오토다마(音霊) 번외편 "parallel world ~모두 함께 즐기자구요 스페셜~" (2011년 12월 19일, 요코하마 랜드마크 홀)
- 시바타 아유미 1st. ONE MAN LIVE 「BACK IN LOFT」(2012년 5월 14일, 신주쿠 LOFT）
- FREEDOM LIVE (2012년 8월 10일, 신사이바시 AVENUE A)
- 오토다마 OTODAMA SEA STUDIO 2012」여름의 해변가의 한 판 승부! 아니손 meets 아이돌! VOL.2　Supported by 아이파라 (2012년 8월 20일, 오토다마 OTODAMA SEA STUDIO)
- GIRLS ON THE RUN vol.1 (2012년 9월 21일, 시모키타자와 Garden)
- 천공의 크리스마스 나이트 2012 (2012년 12월 23일, 선샤인 60 전망대)
- 시바타 아유미 VS 기획 시리즈 Vol.1 ~도쿄편~ (2012년 12월 30일, 시부야 CHELSEA HOTEL, wacci와의 합동공연 대결)
- 시바타 아유미 VS 기획 시리즈 Vol.2 ~사이타마편~ (2013년 1월 27일, 니시카와구치 Hearts, 사이토 죠니와의 합동공연 대결)
- 시바타 아유미 2nd. ONE MAN LIVE 「ひと欠片のキセキ」(2013년 3월 29일, 시모키타자와 Garden)

## 서적

### 사진집
- 시바타 아유미 1st 솔로 사진집「あゆみ」(2002년 6월 8일, 와니북스) ISBN 4-8470-2711-6
- 시바타 아유미 2nd 솔로 사진집「ayumi2」(2003년 9월 17일, 와니북스) ISBN 4-8470-2777-9

## 소속 유닛
- 메론키넨비 (1999년 ~ 2010년)
- 셔플 유닛
  - 나나닌 마츠리 (2001년)
  - 오도루♥11 (2002년)
  - 11WATER (2003년)
  - H.P.올스타즈 (2004년)
  - 에레지즈 (2005년)
- 탄포포 (2002년 ~ 2009년)
- 갓타스 브릴리언티스 H.P. (2003년 ~ 2010년)